# ريس همفري
ريس همفري (بالإنجليزية: Reece Humphrey)‏ هو مصارع رياضي أمريكي، ولد في 31 يوليو 1986 في بلومنغتون في الولايات المتحدة.

## روابط خارجية
- ريس همفري على موقع قاعدة بيانات المصارعة الدولية (الإنجليزية)